# Cúp bóng đá Estonia 2008–09
Cúp bóng đá Estonia 2008–09 là mùa giải thứ 22 của giải đấu bóng đá loại trực tiếp ở Estonia. Đội đoạt cúp giành quyền tham gia vòng loại thứ hai của UEFA Europa League 2009–10. Đương kim vô địch là Flora Tallinn, đội đã bảo vệ thành công chức vô địch năm nay.

## Vòng Một
| Đội 1                        | Tỉ số      | Đội 2                    |
| ---------------------------- | ---------- | ------------------------ |
| July 22, 2008                |            |                          |
| Nõmme United                 | 7–1        | Igiliikur                |
| Tulevik II                   | 10–0       | Eston Villa              |
| July 23, 2008                |            |                          |
| Võru                         | 1–2 (h.p.) | Bản mẫu:Fb team Vaprus   |
| Elva II                      | 3–2        | Olympic                  |
| Linnugripp                   | 1–3        | Lootos                   |
| Elva                         | 2–1        | Jalgpallihaigla          |
| Kaitseliit Kalev             | 2–3        | Kalju II                 |
| Kristiine                    | 0–11       | Bản mẫu:Fb team Kalju    |
| July 30, 2008                |            |                          |
| Maag Tammeka II              | đi tiếp    | Keskerakond              |
| Kadakas                      | 6–2        | Reaal                    |
| Atli                         | 0–8        | Bản mẫu:Fb team Kalev    |
| Bản mẫu:Fb team Lootus       | 2–0        | Toompea 1994             |
| Bản mẫu:Fb team Maag Tammeka | 3–0        | SK-10 Premium            |
| August 6, 2008               |            |                          |
| Bản mẫu:Fb team Flora II     | 6–2        | Trans II                 |
| Kumake                       | 1–13       | Bản mẫu:Fb team Paide LM |
| Bản mẫu:Fb team Rakvere      | 9–1        | Flora Järva-Jaani SK     |
| Maaülikooli SK               | 0–10       | Bản mẫu:Fb team Levadia  |
| Tallinna Kalev II            | 1–3        | HÜJK                     |
| HaServ                       | đi tiếp    | Tempori                  |
| Orbiit                       | đi tiếp    | Kalevi SK                |

Các đội bóng được miễn đấu ở vòng này:
| Giải          | Đội bóng |
| ------------- | --- |
| Meistriliiga  | Bản mẫu:Fb team Flora, TVMK, Bản mẫu:Fb team Trans, Tulevik, Bản mẫu:Fb team SKalev                                                                                    |
| Esiliiga      | Kuressaare, Bản mẫu:Fb team Ajax Lasnamäe, Bản mẫu:Fb team Warrior, Bản mẫu:Fb team Tamme Auto                                                                         |
| Second League | Anži, Alko, Santos, Tabasalu PK, Sörve, Tarvastu, Ganvix, Warrior II                                                                                                   |
| Third League  | Saue, Piraaja, Lasnamäe Ajax Veteranid, Eurouniv, EBS Team, Ülikool Fauna, Metec, Noorus 96, Rada, Esteve, Kotkad, Atletik, Toompea, Püsivus, Haiba, Lelle, Vaprus III |
| Fourth League | HansaNet.ee, Enter, Soccernet, Quattromed, Otepää, Twister, Tribling, WC Guwalda, Kose, Dagöplast                                                                      |

## Vòng Hai
| Đội 1                         | Tỉ số      | Đội 2                        |
| ----------------------------- | ---------- | ---------------------------- |
| August 5, 2008                |            |                              |
| Bản mẫu:Fb team Vaprus        | 5–2        | Tabasalu PK                  |
| August 6, 2008                |            |                              |
| TVMK                          | 2–3        | Bản mẫu:Fb team Kalju        |
| Bản mẫu:Fb team SKalev        | 6–0        | Kose                         |
| Bản mẫu:Fb team Tamme Auto    | 7–1        | Rada                         |
| Nõmme United                  | 2–5        | HaServ                       |
| Kotkad                        | 0–1        | Bản mẫu:Fb team Flora        |
| Püsivus                       | 1–3        | Ülikool Fauna                |
| Atletik                       | 0–2        | Orbiit                       |
| August 7, 2008                |            |                              |
| Soccernet                     | 0–10       | Toompea                      |
| Bản mẫu:Fb team Warrior       | 3–1        | Vaprus III                   |
| August 12, 2008               |            |                              |
| Warrior II                    | 2–7        | Bản mẫu:Fb team Kalev        |
| Anži                          | 6–2        | Eurouniv                     |
| August 13, 2008               |            |                              |
| Quattromed                    | 2–6        | Tulevik                      |
| Piraaja                       | 1–0 (h.p.) | Sörve                        |
| Santos                        | 2–5        | Bản mẫu:Fb team Lootus       |
| Tulevik II                    | 10–0       | EBS Team                     |
| August 14, 2008               |            |                              |
| Otepää                        | 1–3        | Kuressaare                   |
| August 19, 2008               |            |                              |
| Enter                         | 0–2        | Bản mẫu:Fb team Levadia      |
| August 20, 2008               |            |                              |
| Bản mẫu:Fb team Trans         | 5–0        | Bản mẫu:Fb team Rakvere      |
| Twister                       | 1–6        | Lootos                       |
| Dagöplast                     | 4–0        | WC Guwalda                   |
| Alko                          | đi tiếp    | Haiba                        |
| Bản mẫu:Fb team Paide LM      | 6–2        | Metec                        |
| Lelle                         | 1–6        | Elva                         |
| Kalju II                      | 11–0       | Kadakas                      |
| Saue                          | 3–6        | Bản mẫu:Fb team Maag Tammeka |
| Esteve                        | 5–2        | Noorus 96                    |
| HansaNet.ee                   | 1–4        | Maag Tammeka II              |
| HÜJK                          | 3–0        | Tribling                     |
| August 21, 2008               |            |                              |
| Ganvix                        | 2–0        | Tarvastu                     |
| August 27, 2008               |            |                              |
| Elva II                       | 4–1        | Lasnamäe Ajax Veteranid      |
| Bản mẫu:Fb team Ajax Lasnamäe | 2–1        | Bản mẫu:Fb team Flora II     |

## Vòng Ba
| Đội 1                      | Tỉ số      | Đội 2                         |
| -------------------------- | ---------- | ----------------------------- |
| September 2, 2008          |            |                               |
| Bản mẫu:Fb team Warrior    | 1–4        | Bản mẫu:Fb team Maag Tammeka  |
| September 3, 2008          |            |                               |
| Bản mẫu:Fb team Tamme Auto | 1–8        | Bản mẫu:Fb team Flora         |
| Bản mẫu:Fb team Levadia    | 12–0       | Esteve                        |
| Bản mẫu:Fb team Vaprus     | đi tiếp1   | Ganvix                        |
| Bản mẫu:Fb team Kalev      | 4–0        | Bản mẫu:Fb team Ajax Lasnamäe |
| HaServ                     | 0–4        | Bản mẫu:Fb team SKalev        |
| Piraaja                    | 0–3        | Orbiit                        |
| September 4, 2008          |            |                               |
| Bản mẫu:Fb team Paide LM   | 1–5        | Tulevik                       |
| 6 tháng 9 năm 2008         |            |                               |
| Maag Tammeka II            | 0–1        | Bản mẫu:Fb team Kalju         |
| 9 tháng 9 năm 2008         |            |                               |
| Bản mẫu:Fb team Trans      | 4–2        | Bản mẫu:Fb team Lootus        |
| Elva                       | 3–10       | Toompea                       |
| Anži                       | 1–3 (h.p.) | Lootos                        |
| Tulevik II                 | 8–1        | Dagöplast                     |
| September 11, 2008         |            |                               |
| Kuressaare                 | 1–0 (h.p.) | Alko                          |
| September 17, 2008         |            |                               |
| Elva II                    | 2–0        | Ülikool Fauna                 |
| Kalju II                   | 4–1        | HÜJK                          |

1Bản mẫu:Fb team Vaprus bị loại khỏi giải đấu khi đưa vào sân cầu thủ không hợp lệ trong trận đấu với Ganvix.

## Vòng Bốn
| Đội 1                  | Tỉ số      | Đội 2                        |
| ---------------------- | ---------- | ---------------------------- |
| September 23, 2008     |            |                              |
| Tulevik                | 1–2        | Bản mẫu:Fb team Kalju        |
| September 24, 2008     |            |                              |
| Tulevik II             | 0–10       | Bản mẫu:Fb team Levadia      |
| Lootos                 | 0–2        | Bản mẫu:Fb team Maag Tammeka |
| October 1, 2008        |            |                              |
| Elva II                | 2–3 (h.p.) | Kalju II                     |
| October 8, 2008        |            |                              |
| Orbiit                 | 1–3        | Bản mẫu:Fb team Flora        |
| October 11, 2008       |            |                              |
| Bản mẫu:Fb team SKalev | 3–1        | Kuressaare                   |
| Bản mẫu:Fb team Kalev  | 0–2        | Bản mẫu:Fb team Trans        |
| October 26, 2008       |            |                              |
| Ganvix                 | 2–0        | Toompea                      |

## Tứ kết
| Bản mẫu:Fb team Trans                      | v        | Bản mẫu:Fb team Levadia |
| ------------------------------------------ | -------- | ----------------------- |
| Bazyukin 15' · Tarassenkov 17' 63' (ph.đ.) | Chi tiết | Gussev 82' (ph.đ.)      |

| Bản mẫu:Fb team Ganvix | v        | Bản mẫu:Fb team Kalju |
| ---------------------- | -------- | --------------------- |
| Karus 49'              | Chi tiết | Nunes 19' 22' 71' 73' |

| Bản mẫu:Fb team Tammeka | v        | Bản mẫu:Fb team SKalev            |
| ----------------------- | -------- | --------------------------------- |
|                         | Chi tiết | A. Kulik 49' 51' · V. Kulik 90+4' |

| Bản mẫu:Fb team Flora                                   | v        | Bản mẫu:Fb team Kalju II |
| ------------------------------------------------------- | -------- | ------------------------ |
| Jürgenson 29' · Mööl 68' · Anier 76' · Vunk 82' (ph.đ.) | Chi tiết |                          |

## Bán kết
| Bản mẫu:Fb team Trans | v | Bản mẫu:Fb team Flora          |
| --------------------- | - | ------------------------------ |
|                       |   | Tamm 36' · Zahovaiko 84' 90+2' |

| Bản mẫu:Fb team SKalev                          | v     | Bản mẫu:Fb team Kalju                   |
| ----------------------------------------------- | ----- | --------------------------------------- |
|                                                 |       |                                         |
| Loạt sút luân lưu                               |       |                                         |
| Ametov · A. Kulik · Naumov · Gruznov · V. Kulik | 2 – 3 | Hurt · Pimentel · Mitt · Leetma · Nunes |

## Chung kết
| Bản mẫu:Fb team Flora                        | v     | Bản mẫu:Fb team Kalju                         |
| -------------------------------------------- | ----- | --------------------------------------------- |
|                                              |       |                                               |
| Loạt sút luân lưu                            |       |                                               |
| Zahovaiko · Kasimir · Vunk · Vanna · Dupikov | 4 – 3 | Smirnov · Rõškevitš · Pimentel · Hurt · Nunes |

| Flora | Kalju |

| FC FLORA TALLINN: |    |                      |      |        |
|                   |    |                      |      |        |
| GK                | 25 | Mihkel Aksalu        |      |        |
| RB                | 16 | Markus Jürgenson     | 39'  |        |
| CB                | 15 | Tõnis Vanna          |      |        |
| CB                | 24 | Karl Palatu          |      |        |
| LB                | 19 | Gert Kams            |      |        |
| CM                | 33 | Aivar Anniste        |      | 70'    |
| CM                | 5  | Siksten Kasimir      |      |        |
| RM                | 8  | Oliver Konsa         |      | 105+1' |
| CM                | 6  | Martin Vunk          |      |        |
| LM                | 10 | Henri Anier          |      |        |
| CF                | 9  | Joonas Tamm          | 30'  | 60'    |
| Substitutes:      |    |                      |      |        |
| GK                | 1  | Stanislav Pedõk      |      |        |
| DF                | 22 | Mikk Reintam         |      |        |
| MF                | 2  | Ken Kallaste         |      |        |
| MF                | 7  | Sergei Mošnikov      | 119' | 105+1' |
| MF                | 17 | Henri Rüütli         |      |        |
| FW                | 14 | Vjatšeslav Zahovaiko | 76'  | 70'    |
| FW                | 20 | Alo Dupikov          |      | 60'    |
| Manager:          |    |                      |      |        |
| Tarmo Rüütli      |    |                      |      |        |

| JK NÕMME KALJU: |    |                    |      |     |
|                 |    |                    |      |     |
| GK              | 31 | Rene Kaas          |      |     |
| RB              | 7  | Marcio Pimentel    | 35'  |     |
| CB              | 2  | Mikk Haavistu      | 74'  |     |
| CB              | 25 | Martin Hurt        |      |     |
| LB              | 8  | Alan Arruda        |      |     |
| RM              | 9  | Maksim Smirnov     | 108' |     |
| CM              | 28 | Jevgeni Novikov    |      | 91' |
| CM              | 16 | Murilo Maccari     |      | 67' |
| LM              | 18 | Sergei Terehhov    | 95'  |     |
| AM              | 5  | Felipe Nunes       |      |     |
| CF              | 19 | Miroslav Rõškevitš |      |     |
| Substitutes:    |    |                    |      |     |
| GK              | 1  | Daniil Savitski    |      |     |
| DF              | 4  | Risto Kägo         |      |     |
| DF              | 12 | Martin Tšegodajev  |      |     |
| DF              | 24 | Kristofer Kask     |      |     |
| MF              | 11 | Tõnis Kaukvere     |      | 91' |
| MF              | 14 | Janar Tükk         |      | 67' |
| FW              | 27 | Anti Kõlu          |      |     |
| Manager:        |    |                    |      |     |
| Fredo Getulio   |    |                    |      |     |

## Vua phá lưới
| Thứ hạng | Cầu thủ           | Câu lạc bộ                                         | Số bàn thắng |
| -------- | ----------------- | -------------------------------------------------- | ------------ |
| 1        | Felipe Nunes      | Bản mẫu:Fb team Kalju                              | 10           |
| 2        | Nikita Andreev    | Bản mẫu:Fb team Levadia                            | 9            |
| 2        | Argo Arbeiter     | Toompea                                            | 9            |
| 4        | Alar Alve         | Bản mẫu:Fb team Lootos                             | 6            |
| 4        | Deniss Vassiljev  | Bản mẫu:Fb team Kalju II                           | 6            |
| 4        | Atko Väikmeri     | Toompea                                            | 6            |
| 7        | Yaroslav Dmitriev | Bản mẫu:Fb team Levadia                            | 5            |
| 7        | Kristjan Tiirik   | Bản mẫu:Fb team Tammeka / Bản mẫu:Fb team Trans    | 5 + 0        |
| 9        | Jarmo Ahjupera    | Bản mẫu:Fb team Flora                              | 4            |
| 9        | Irfan Ametov      | Bản mẫu:Fb team SKalev                             | 4            |
| 9        | Andreas Aniko     | Bản mẫu:Fb team Kalju II                           | 4            |
| 9        | Alo Dupikov       | Bản mẫu:Fb team SKalev / Bản mẫu:Fb team Flora     | 4 + 0        |
| 9        | Jaagup Luhakooder | Bản mẫu:Fb team Tulevik II                         | 4            |
| 9        | Nikolai Lõsanov   | Bản mẫu:Fb team Trans                              | 4            |
| 9        | Herkki Orro       | Bản mẫu:Fb team Paide LM                           | 4            |
| 9        | Karlis Seire      | Bản mẫu:Fb team Paide LM                           | 4            |
| 9        | Joonas Tamm       | Bản mẫu:Fb team Tulevik II / Bản mẫu:Fb team Flora | 3 + 1        |
| 9        | Ingemar Teever    | Bản mẫu:Fb team Kalju                              | 4            |